# Gefecht bei Endau
Operation Krohcol – Prince of Wales und Repulse – Jitra – Gurun – Kampar – Slim River – Gemas – Muar – Endau
Das Gefecht bei Endau war ein während des Zweiten Weltkrieges im Kontext des japanischen Angriffs auf die Malaiische Halbinsel zwischen einer japanischen Invasionsflotte und zwei alliierten Zerstörern sowie den Luftstreitkräften beider Seiten ausgetragenes Luft- und Seegefecht im Jahr 1942. Die Schlacht fand vor der Küste von Endau, im Norden des malaiischen Bundesstaates Johor, statt und endete mit einem Sieg der weit überlegenen japanischen Invasionsstreitkräfte, wobei ein britischer Zerstörer versenkt wurde. Das Gefecht bei Endau war zugleich der letzte alliierte Versuch, japanische Anlandungen auf der Malaiischen Halbinsel durch Vorstöße von eigenen Seestreitkräften zu verhindern.

## Vorgeschichte
Die geplante Landung der Japaner bei Endau fand im Kontext der ab dem 8. Dezember 1941 stattfindenden japanischen Invasion der Malaiischen Halbinsel statt, deren Ziel auch die Einnahme von Singapur war. Um den Vormarsch der von Norden her heranrückenden japanischen Verbände (diese waren unter anderem nahe Kota Bahru bereits Anfang Dezember 1941 gelandet) in Richtung Singapur zu beschleunigen und um diese zu unterstützen, wurden für Ende Januar 1942 flankierende Landungen nahe Endau sowie eine Verstärkung der nahe Singora stehenden japanischen Truppen beschlossen, womit die nördlich von Endau stehenden Commonwealth-Verbände zudem unter Druck gesetzt worden wären. Zu diesem Zweck zogen die Japaner in der (japanisch kontrollierten) Cam Ranh Bay in Französisch-Indochina, das von den Japanern im Sommer 1941 besetzt worden war, Seestreit- und Transportkräfte für die geplante Landeoperation zusammen.
Neben dem Leichten Kreuzer Sendai, sechs Zerstörern sowie mehreren Minensuchbooten und U-Bootjägern als unmittelbare Nahsicherung kamen elf Truppentransporter zum Einsatz. Fern- und Luftsicherung der Operation sollten der Flugzeugträger Ryūjō, die Schweren Kreuzer Suzuya und Kumano, der Leichte Kreuzer Yura sowie drei weitere Zerstörer stellen. Neben den rund 30 bis 40 Flugzeugen an Bord der Ryūjō standen zudem etwa 20 bis 30 landgestützte Maschinen bereit, die, vom südlichen Thailand aus operierend, über dem Landekopf Luftschutz fliegen sollten. An Bord der Transporterflotte befanden sich die Masse der japanischen 18. Division sowie Teile eines Baubataillons, dessen Aufgabe es war, die alliierten Flugfelder nahe Kluang nach der Eroberung durch die Japaner wieder für den Flugbetrieb herzurichten. Insgesamt befanden sich etwa 10.000 Soldaten an Bord der Transporter.

## Verlauf des Gefechtes
Am 20. Januar 1942 verließen die japanischen Schiffe die Cam Ranh Bay und nahmen Kurs auf die Malaiische Halbinsel. Nach der Anlandung von Verstärkungen bei Singora am 24. Januar, liefen die Kriegsschiffe der Nahsicherung mit zwei Transportern (und 2.000 Soldaten an Bord) weiter nach Endau, wobei der Verband aber am 26. Januar 1942, um 8.30 Uhr morgens, von zwei RAAF-Hudson-Aufklärern der alliierten Luftbeobachtung erfasst und gemeldet wurde. Da der Konvoi zu diesem Zeitpunkt aber bereits etwa zehn Seemeilen nördlich von Endau stand, konnte die Landung zunächst nicht gestört werden. Um 11.00 Uhr landeten die ersten japanischen Soldaten gegen geringen Widerstand bei Endau und standen damit etwa 80 Kilometer nördlich von Singapur.

### Alliierte Luftangriffe am 26. Januar 1942
Im Verlauf des 26. Januar 1942 starteten von Singapur und von Palembang (Sumatra) aus insgesamt 76 britische und australische Flugzeuge, darunter etwa 20 stark veraltete Vickers Vildebeest-Torpedoflugzeuge, Hudson-Bomber und Jagdflugzeuge der Typen Brewster Buffalo und Hawker Hurricane, um den japanischen Landekopf bei Endau anzugreifen. Die Attacken, in mehreren Angriffswellen durchgeführt, zogen sich den ganzen Tag über hin, wobei die beiden japanischen Truppentransporter Kansai Maru (8.614 BRT) und Canberra Maru (6.477 BRT) durch Bordwaffenbeschuss und Bombennaheinschläge beschädigt wurden. Zudem wurden die japanischen Landestrände im Tiefflug angegriffen und beschossen. Etwa 20 bis 25 japanische Seeleute und Soldaten wurden dabei getötet. Im Gegenzug erlitten die Alliierten jedoch durch die japanische Jagdabwehr und durch das Feuer der Schiffsflak empfindliche Verluste. 

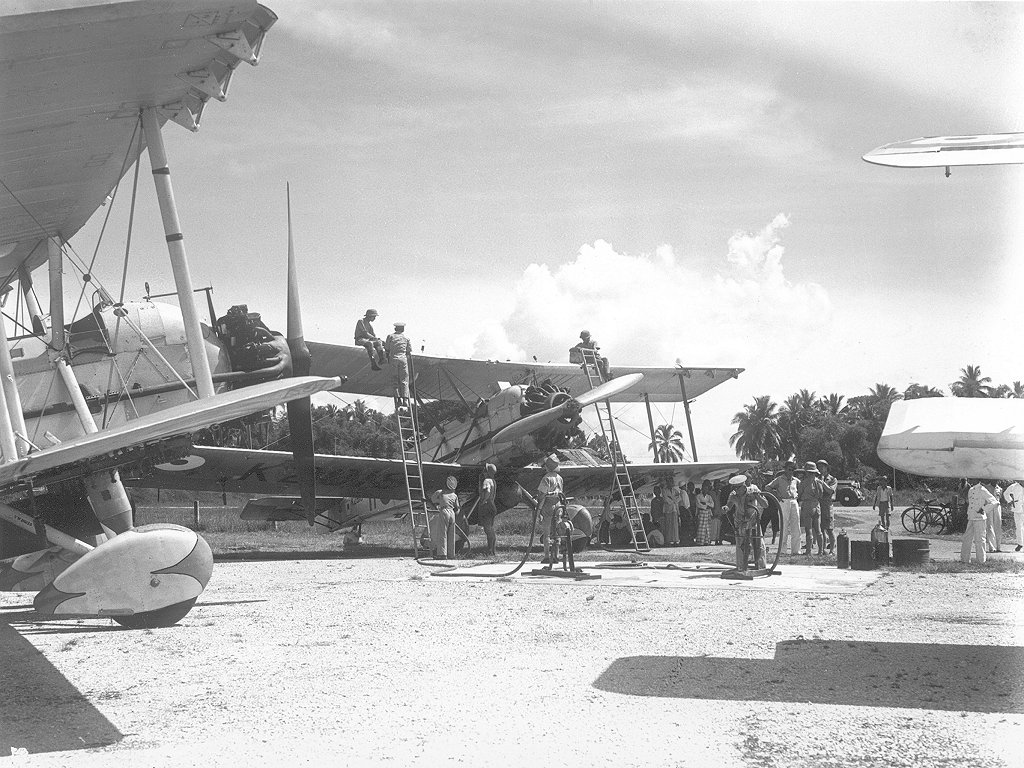
Britische Torpedobomber des Typs Vickers Vildebeest.

Alleine die zweite Angriffswelle, die Endau gegen 17.20 Uhr erreichte und welche aus 23 Flugzeugen bestand, verlor acht Maschinen mit 22 Mann Flugpersonal. Eine in den Abendstunden angreifende Welle, bestehend aus sechs britischen Hudson-Bombern, die zuvor in Palembang auf Sumatra gestartet war, verlor zwei Maschinen und erzielte keinen einzigen Treffer. Insgesamt gingen am 26. Januar 1942 über Endau 15 britische und australische Flugzeuge verloren, ohne dass die japanischen Invasionstruppen nennenswert gestört werden konnten. Mindestens 28 alliierte Piloten, Navigatoren und Bordschützen wurden dabei getötet, sieben weitere verwundet. Die Japaner verloren bei der Abwehr der Attacken sieben Flugzeuge, darunter vier landgestützte Ki-27-Jäger, und sechs Piloten.

### Nächtlicher Vorstoß alliierter Zerstörer: 26./27. Februar 1942
Nachdem bekannt geworden war, dass die zuvor auf die Landungsflotte angesetzten Luftangriffe keine große Wirkung hatten erzielen und die Anlandung diesbezüglich nicht verzögern hatten können, wurden in den Nachmittagsstunden des 26. Januar 1942 von Singapur aus die beiden Zerstörer Thanet (Royal Navy) und Vampire (Royal Australian Navy) in Marsch gesetzt, um die Japaner vor Endau anzugreifen. Beide Schiffe waren veraltet, Veteranen des Ersten Weltkrieges, und verfügten nur über 10,2-cm-Geschütze. Beide Kommandanten, Commander William T. A. Moran und Commander Bernard S. Davies, waren sich dieser Tatsache und des Sachverhaltes, dass die japanischen Deckungsstreitkräfte weit überlegen waren, durchaus bewusst. Infolgedessen wurde geplant, in den Nachtstunden in schnellem Vorstoß überraschend an die beiden japanischen Transporter heranzukommen und diese durch Torpedoschüsse zu versenken. Anschließend sollten beide Zerstörer mit hoher Fahrt wieder nach Süden ablaufen. Längere Artilleriegefechte mit der japanischen Sicherung sollten unter allen Umständen vermieden werden. 

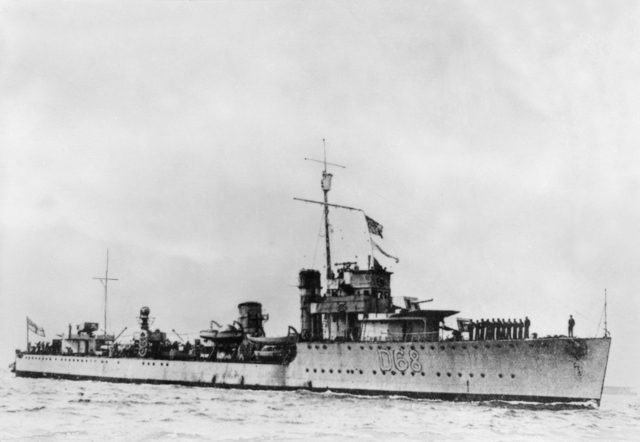
Australischer Zerstörer Vampire.

Der unter hohem Risiko durchgeführte Einsatz verlief indessen anders als geplant. Um 2.37 Uhr, noch knapp acht Seemeilen von Endau entfernt, trafen beide Zerstörer in der Dunkelheit unvermittelt auf den japanischen Minensucher Sōkaitei Nr.1, welches als Vorpostenschiff fungierte. Obgleich zunächst von alliierter Seite irrtümlich als Zerstörer angesprochen und von der Vampire mit zwei Torpedos auf eine Distanz von etwa 600 m erfolglos angegriffen, gelang es dem Minensuchboot unbeschädigt zu entkommen und die übrigen japanischen Sicherungsschiffe zu alarmieren, womit das von alliierter Seite erhoffte Überraschungsmoment zunichtegemacht wurde. Nach dem Notruf von Sōkaitei Nr.1 liefen die japanischen Deckungskräfte den beiden alliierten Zerstörern entgegen.
Um 3.18 Uhr stieß die Vampire, knapp eine Seemeile vor Endau, auf den japanischen Zerstörer Shirayuki und griff diesen mit zwei Torpedos an, die allerdings abermals das Ziel verfehlten. Auch vier von der Thanet abgefeuerte Torpedos gingen fehl. Nach den ersten Schusswechseln griff ab 3.25 Uhr von Norden her kommend die japanische Hauptstreitmacht, darunter der Leichte Kreuzer Sendai und die Zerstörer Asagiri, Hatsuyuki, Fubuki und Yūgiri, in das beginnende Gefecht ein. Angesichts der Übermacht flohen die beiden alliierten Zerstörer daraufhin mit Höchstfahrt nach Süden.

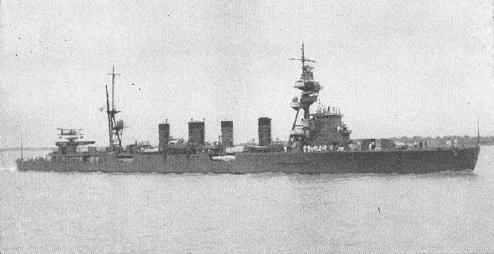
Der japanische Leichter Kreuzer Sendai.

Bei der mit hoher Geschwindigkeit geführten nächtlichen Verfolgung gelang es zunächst keiner Seite Treffer anzubringen. Erst gegen 3.50 Uhr wurde die Thanet von zwei 14-cm-Granaten der Sendai und von einigen 12,7-cm-Granaten des Zerstörers Shirayuki in den Maschinenraum getroffen. Das Schiff verlor daraufhin rasch an Fahrt und wurde von den japanischen Einheiten eingeholt. Um 4.12 Uhr trafen zwei vom Zerstörer Asagiri abgefeuerte Typ-93-Torpedos das alte britische Schiff, worauf dieses innerhalb von drei Minuten kenterte und sank. Da sich der japanische Verband auf die zurückgefallene Thanet konzentrierte, konnte die Vampire mit hoher Fahrt in der Finsternis entkommen und erreichte am Morgen des 27. Januar 1942, gegen 10.00 Uhr, wieder Singapur. Der erfolglose Vorstoß der beiden Zerstörer war zugleich der letzte alliierte Versuch, die japanische Landung bei Endau zu stören.

## Folgen und Verluste
Die erfolgreiche Landung bei Endau sowie die Truppennachführung bei Singora halfen zwar, den japanischen Vormarsch auf Singapur zu erleichtern, hatten indessen jedoch keine strategische Auswirkung auf die Kampagne auf der Malaiischen Halbinsel, da auch ohne die Landung die Einnahme Singapurs durch die Japaner äußerst wahrscheinlich gewesen wäre. Inwieweit durch die Anlandung die Eroberung der Stadt beschleunigt wurde, ist nur schwer nachzuweisen, wenn, so dürfte es sich jedoch höchstens um ein Zeitfenster von wenigen Tagen gehandelt haben.
Die Japaner hatten bei der Anlandung selbst nur sehr wenige Verluste zu verzeichnen. Zwar wurden die beiden Transportschiffe beschädigt und gingen sieben Flugzeuge des Jagdschutzes verloren, doch dürfte die Zahl der Getöteten bei höchstens 30 Soldaten, Piloten und Seeleuten liegen. Die meisten Opfer forderten die Angriffe der von Singapur aus operierenden Flugzeuge auf die Landestrände.
Auf alliierter Seite indessen gingen ein Zerstörer und mindestens 15 Flugzeuge verloren, darunter 13 Maschinen aus Singapur und zwei aus Palembang. Die Zahl der Getöteten liegt bei mindestens 79. Darunter befanden sich 28 Angehörige des fliegenden Personals und (vermutlich) 51 Besatzungsangehörige der Thanet, wobei hierbei die später in der japanischen Gefangenschaft umgekommenen Seeleute mit einbezogen sind. Von den 116 Besatzungsmitgliedern der Thanet kamen 20 während des Gefechtes ums Leben, mindestens 31 jedoch wurden noch in der Nacht von dem Zerstörer Shirayuki aus dem Wasser geborgen. Über das Schicksal dieser 31 Männer gibt es keine genauen Angaben. Es gilt indessen als gesichert, dass sie am 28. Januar 1942 bei Endau an japanische Landtruppen übergeben wurden und dass sie später in der Gefangenschaft an unbekanntem Ort verstarben, möglicherweise wurden sie auch Opfer einer Repressalie noch im Januar 1942. Unbestätigten Meldungen zufolge soll jedoch ein Seemann die Gefangenschaft überlebt haben (?). 65 Besatzungsmitglieder der Thanet indessen blieben in ihren Rettungsbooten auf dem Meer zurück, wurden am nächsten Tag von dem britischen Patrouillenschiff Giang Bee aufgefischt und in Singapur angelandet. Die Zahl der in der Gefangenschaft umgekommenen Seeleute ist im nebenstehenden Informationsblock in die Zahl der Getöteten und Vermissten aufgenommen.